# Life for Rent (chanson)
Pour l'album, voir Life for Rent.
Singles de Dido
White Flag Don't Leave Home
Pistes de Life For Rent
Stoned Mary's in India
Life for Rent est le deuxième extrait de l'album de Dido du même nom.

## Clip vidéo
La vidéo illustrant la chanson a été tournée dans un studio à Londres sous la direction de Sophie Muller.

## Liste des pistes
- Disque 1

1. Life for Rent (Dido Armstrong, Rollo Armstrong)
2. White Flag - Idjut Boys remix (Dido Armstrong, Rollo Armstrong, Rick Nowels)

- Disque 2

1. Life for Rent (Dido Armstrong, Rollo Armstrong)
2. Life for Rent - Skinny 4 Rent remix (Dido Armstrong, Rollo Armstrong)
3. Stoned - Spiritchaser mix (Dido Armstrong, Lester Mendez, Rollo Armstrong)